# اختلال سایکوسکژوال
اختلال سایکوسکژوال یک ناکارآمدی جنسیست محسوب می‌گردد که بیش از آنکه فیزیولوژیکی باشد، ابعاد روانشناختی دارد. «اختلال سایکوسکژوال» اصطلاحی بود که در روانشناسی فرویدی مورد استفاده قرار گرفت.